# Péter Lékó
Péter Lékó (en serbi: Петер Леко) (nascut el 8 de setembre de 1979 a Subotica, Iugoslàvia, (actualment Sèrbia)), és un jugador d'escacs hongarès, que té el títol de Gran Mestre des de 1994, quan l'obtingué a l'edat de 14 anys (un rècord mundial en aquell moment). Va estar a punt de ser campió del món el 2004, quan jugà contra Vladímir Kràmnik un matx pel Campionat del món, el Campionat del món clàssic de 2004, que acabà empatat 7-7, de manera que en Kràmnik, el campió regnant, retingué el títol. Ha arribat a ser el jugador número quatre del món, l'abril de 2003.
A la llista d'Elo de la FIDE del gener de 2021, hi tenia un Elo de 2663 punts, cosa que en feia el jugador número 4 (en actiu) d'Hongria, i 79è millor jugador del rànquing mundial. El seu màxim Elo va ser de 2763 punts, a la llista d'abril de 2005 (posició 5 al rànquing mundial).
|  |

## Primers anys

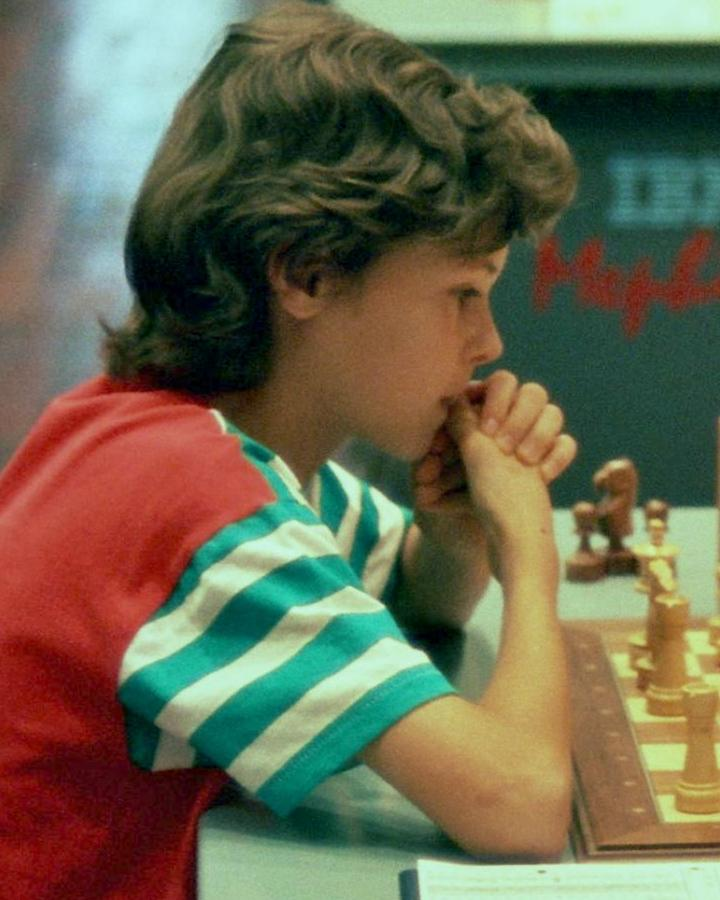
Péter Lékó
Duisburg, 1992

Lékó fou un prodigi dels escacs i va esdevenir Gran Mestre a l'edat de 14 anys, en aquell moment la persona més jove del món que havia assolit aquesta fita, una fita basada en la seva feina amb el seu llavors entrenador Tibor Károlyi.
Va sorprendre el món dels escacs quan al torneig de León de 1993, amb només 13 anys hi compartí el tercer lloc amb Anatoli Kàrpov i Vesselín Topàlov (el campió fou Leonid Yudasin). Aquest resultat li va valer obtenir la seva segona norma de Gran Mestre.

## Resultats en Campionats del món
El 1996 es va proclamar Campió del món Sub-16, a Szeged.
El 2002 Lékó va guanyar el Torneig de Dortmund, que feia de Torneig de Candidats, cosa que li va permetre de classificar-se per disputar contra en Vladímir Kràmnik el Campionat del món clàssic de 2004. (El Campionat del món estava dividit en aquells moments, però molts dels millors jugadors del món varen participar en aquest campionat, amb l'excepció dels dos primers del món, Garri Kaspàrov i Viswanathan Anand). Després de diversos endarreriments, el matx es va disputar des del 25 de setembre al 18 d'octubre de 2004 a Brissago, Suïssa. En Lékó s'havia posat per davant en el marcador, i duia un punt d'avantatge quan quedava tot just una partida per finalitzar el matx, però en Kràmnik va aconseguir guanyar-la, empatant el matx a set punts (+2 −2 =10), cosa que li permeté conservar el títol de Campió del món "clàssic".
L'octubre de 2005, en Lékó va participar en el torneig de San Luis (Argentina) pel Campionat del món de la FIDE de 2005, on hi quedà cinquè amb 6½ punts.
El maig-juny de 2007 en Lékó va participar en el Torneig de Candidats pel Campionat del món d'escacs de 2007. Va guanyar els seus matxs contra Mikhaïl Gurévitx (+3 −0 =1) i Ievgueni Baréiev (+2 −0 =3), i es va classificar per al posterior torneig a vuit jugadors, en què finalment quedà quart (de vuit).
Entre l'agost i el setembre de 2011 participà en la Copa del món de 2011, a Khanti-Mansisk, un torneig del cicle classificatori pel Campionat del món de 2013, i hi tingué una molt mala actuació; fou eliminat en primera ronda pel desconegut estatunidenc Samuel Shankland (½-1½).
L'agost de 2013 participà en la Copa del Món de 2013, on tingué una mala actuació, i arribà a la segona ronda, on fou eliminat per Julio Granda ½-1½.
També l'agost de 2013 empatà als llocs 3r-4t al fort Torneig Dortmund Sparkassen, amb Arkadij Naiditsch (el campió fou Michael Adams).

## Competicions internacionals per equips

### Participació en olimpíades d'escacs
Lékó ha participat, representant Hongria, en cinc Olimpíades d'escacs entre els anys 1994 i 2008 (amb un total de 34½ punts de 55 partides, un 62,7%). Hi ha guanyat tres medalles, una d'argent per equips, el 2002, i dues d'individuals, d'argent i d'or per la seva actuació al primer tauler, a l'edició de 2008.
| Any  | Olimpíada         | Ciutat   | Elo propi | Tauler     | Partides | Guanyades | Taules | Perdudes | %     | Posició indiv. | Posició equip    |
| ---- | ----------------- | -------- | --------- | ---------- | -------- | --------- | ------ | -------- | ----- | -------------- | ---------------- |
| 1994 | XXXI Olimpíada    | Moscou   | 2555      | 2n suplent | 10       | 3         | 7      | 0        | 65,0% | 11             | 8                |
| 1996 | XXXII Olimpíada   | Erevan   | 2630      | 4t         | 12       | 3         | 8      | 1        | 58,3% | 33             | 18               |
| 2000 | XXXIV Olimpíada   | Istanbul | 2748      | 1r         | 12       | 4         | 7      | 1        | 62,5% | 20             | 4                |
| 2002 | XXXV Olimpíada    | Bled     | 2743      | 1r         | 11       | 1         | 10     | 0        | 54,5% | 48             | Medalla de plata |
| 2008 | XXXVIII Olimpíada | Dresden  | 2747      | 1r         | 10       | 6         | 3      | 1        | 75,0% | Medalla d'or   | 8                |

### Participació en Campionats d'Europa per equips
Lékó ha participat, representant Hongria, en dos Campionats d'Europa per equips entre els anys 1992 i 1999 (amb un total d'11 punts de 18 partides, un 61,1%). A l'edició de 1992, que es jugava al seu país, hi participà com a Mestre de la FIDE, amb el tercer equip hongarès, i a partir de 1999 com a GM.
| Any  | Europeu                | Ciutat   | Elo propi | Tauler | Partides | Guanyades | Taules | Perdudes | %     | Posició indiv.   | Posició equip    |
| ---- | ---------------------- | -------- | --------- | ------ | -------- | --------- | ------ | -------- | ----- | ---------------- | ---------------- |
| 1992 | X Europeu per equips   | Debrecen | 2460      | 4t     | 9        | 3         | 4      | 2        | 55,6% | 13               |                  |
| 1999 | XII Europeu per equips | Batumi   | 2701      | 1r     | 9        | 3         | 6      | 0        | 66,7% | Medalla de plata | Medalla de plata |

## Escacs960
El 2001, en Lékó va derrotar ajustadament en Michael Adams en un matx a vuit partides d'Escacs960 (Escacs aleatoris de Fischer) jugat com a part del torneig Mainz Chess Classic.

## Matxs de partides ràpides a Miskolc
Cada any des de 2005, en Péter Lékó juga un matx de partides ràpides a la ciutat hongaresa de Miskolc, tot enfrontant-se cada vegada a un jugador d'elit diferent.
- El 2005, va empatar amb en Michael Adams 4–4
- El 2006, va guanyar n'Anatoli Kàrpov 4½–3½
- El 2007, va perdre contra en Vladímir Kràmnik 3½–4½
- El 2008, va perdre contra en Magnus Carlsen 3–5
- El 2009, va perdre contra en Viswanathan Anand 3–5
- El 2010, va perdre contra en Borís Guélfand 3½-4½

## Fites i resultats destacats en torneigs
- 1991: Campió d'Europa Sub-12

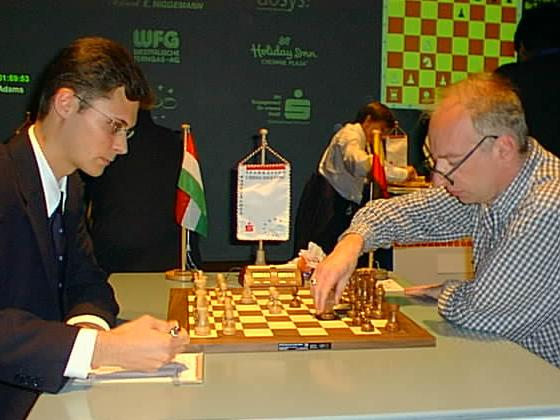
Lékó (esquerra) jugant contra Robert Hübner, a Dortmund, el 2000

- 1992: Obté el títol de Mestre Internacional
- 1992: Campió d'Europa Sub-14
- 1994: Obté el títol de Gran Mestre Internacional (en aquell moment, rècord de precocitat)
- 1995: 3r al Torneig de Dortmund (Cat. 17)
- 1996: 1r al Campionat del món Sub-16
- 1998: 2n a Tilburg (Cat. 18)
- 1999: 1r al Rapid Grand Prix a Bordeaux
- 1999: 1r al Torneig de Dortmund (Cat. 19)[1]
- 2000: Derrota Aleksandr Khalifman en matx, a Budapest
- 2001: Derrota Michael Adams en un matx d'Escacs360 a Mainz
- 2001: 3r a Dortmund (Cat. 21)
- 2001: 1r al Rapid Master de Nordhorn (Alemanya)
- 2002: 1r al Rapid Grand Prix de Dubai
- 2002: 3r a Monaco
- 2002: 2n a Essen (Cat.17)
- 2002: 1r al Torneig de Candidats al Torneig de Dortmund
Hi guanyà el dret de disputar contra Vladímir Kràmnik el Campionat del món[1]
- 2003: 1r a Linares (Cat 20)[24]
- 2003: 2n a Monaco
- 2004: 2n al Torneig Corus, Wijk aan Zee (Cat 19)
- 2004: 2n al Torneig de Linares (Cat 20)
- 2004: Empata a la final del Campionat del món clàssic (+2 −2 =10)[10] contra en Vladímir Kràmnik[3]
- 2005: 1r al Torneig Corus, Wijk aan Zee
Aquesta victòria el va convertir en el cinquè jugador en la història que ha guanyat els grans tres super-torneigs anuals d'escacs, Corus, Linares, i Dortmund.[1]
- 2006: 1r al Memorial Mikhaïl Tal (Cat 20)
- 2007: 1r a la Rapid World Cup de l'ACP
- 2008: 1r a Dortmund (Cat. 18)
- 2008: Medalla d'or per la seva actuació individual al primer tauler a la 38a Olimpíada d'escacs a Dresden

## Partides destacades
|   | a | b | c | d | e | f | g | h |   |
| 8 | f8 negres torre · g8 negres rei · a7 blanques torre · b7 negres alfil · e7 negres torre · g7 negres alfil · h7 negres peó · a6 blanques alfil · d6 negres dama · e5 negres peó · b4 blanques cavall · d4 negres peó · f4 negres peó · c3 blanques peó · b2 blanques peó · f2 blanques peó · g2 blanques peó · h2 blanques peó · d1 blanques dama · f1 blanques torre · g1 blanques rei | f8 negres torre · g8 negres rei · a7 blanques torre · b7 negres alfil · e7 negres torre · g7 negres alfil · h7 negres peó · a6 blanques alfil · d6 negres dama · e5 negres peó · b4 blanques cavall · d4 negres peó · f4 negres peó · c3 blanques peó · b2 blanques peó · f2 blanques peó · g2 blanques peó · h2 blanques peó · d1 blanques dama · f1 blanques torre · g1 blanques rei | f8 negres torre · g8 negres rei · a7 blanques torre · b7 negres alfil · e7 negres torre · g7 negres alfil · h7 negres peó · a6 blanques alfil · d6 negres dama · e5 negres peó · b4 blanques cavall · d4 negres peó · f4 negres peó · c3 blanques peó · b2 blanques peó · f2 blanques peó · g2 blanques peó · h2 blanques peó · d1 blanques dama · f1 blanques torre · g1 blanques rei | f8 negres torre · g8 negres rei · a7 blanques torre · b7 negres alfil · e7 negres torre · g7 negres alfil · h7 negres peó · a6 blanques alfil · d6 negres dama · e5 negres peó · b4 blanques cavall · d4 negres peó · f4 negres peó · c3 blanques peó · b2 blanques peó · f2 blanques peó · g2 blanques peó · h2 blanques peó · d1 blanques dama · f1 blanques torre · g1 blanques rei | f8 negres torre · g8 negres rei · a7 blanques torre · b7 negres alfil · e7 negres torre · g7 negres alfil · h7 negres peó · a6 blanques alfil · d6 negres dama · e5 negres peó · b4 blanques cavall · d4 negres peó · f4 negres peó · c3 blanques peó · b2 blanques peó · f2 blanques peó · g2 blanques peó · h2 blanques peó · d1 blanques dama · f1 blanques torre · g1 blanques rei | f8 negres torre · g8 negres rei · a7 blanques torre · b7 negres alfil · e7 negres torre · g7 negres alfil · h7 negres peó · a6 blanques alfil · d6 negres dama · e5 negres peó · b4 blanques cavall · d4 negres peó · f4 negres peó · c3 blanques peó · b2 blanques peó · f2 blanques peó · g2 blanques peó · h2 blanques peó · d1 blanques dama · f1 blanques torre · g1 blanques rei | f8 negres torre · g8 negres rei · a7 blanques torre · b7 negres alfil · e7 negres torre · g7 negres alfil · h7 negres peó · a6 blanques alfil · d6 negres dama · e5 negres peó · b4 blanques cavall · d4 negres peó · f4 negres peó · c3 blanques peó · b2 blanques peó · f2 blanques peó · g2 blanques peó · h2 blanques peó · d1 blanques dama · f1 blanques torre · g1 blanques rei | f8 negres torre · g8 negres rei · a7 blanques torre · b7 negres alfil · e7 negres torre · g7 negres alfil · h7 negres peó · a6 blanques alfil · d6 negres dama · e5 negres peó · b4 blanques cavall · d4 negres peó · f4 negres peó · c3 blanques peó · b2 blanques peó · f2 blanques peó · g2 blanques peó · h2 blanques peó · d1 blanques dama · f1 blanques torre · g1 blanques rei | 8 |
| 7 | f8 negres torre · g8 negres rei · a7 blanques torre · b7 negres alfil · e7 negres torre · g7 negres alfil · h7 negres peó · a6 blanques alfil · d6 negres dama · e5 negres peó · b4 blanques cavall · d4 negres peó · f4 negres peó · c3 blanques peó · b2 blanques peó · f2 blanques peó · g2 blanques peó · h2 blanques peó · d1 blanques dama · f1 blanques torre · g1 blanques rei | f8 negres torre · g8 negres rei · a7 blanques torre · b7 negres alfil · e7 negres torre · g7 negres alfil · h7 negres peó · a6 blanques alfil · d6 negres dama · e5 negres peó · b4 blanques cavall · d4 negres peó · f4 negres peó · c3 blanques peó · b2 blanques peó · f2 blanques peó · g2 blanques peó · h2 blanques peó · d1 blanques dama · f1 blanques torre · g1 blanques rei | f8 negres torre · g8 negres rei · a7 blanques torre · b7 negres alfil · e7 negres torre · g7 negres alfil · h7 negres peó · a6 blanques alfil · d6 negres dama · e5 negres peó · b4 blanques cavall · d4 negres peó · f4 negres peó · c3 blanques peó · b2 blanques peó · f2 blanques peó · g2 blanques peó · h2 blanques peó · d1 blanques dama · f1 blanques torre · g1 blanques rei | f8 negres torre · g8 negres rei · a7 blanques torre · b7 negres alfil · e7 negres torre · g7 negres alfil · h7 negres peó · a6 blanques alfil · d6 negres dama · e5 negres peó · b4 blanques cavall · d4 negres peó · f4 negres peó · c3 blanques peó · b2 blanques peó · f2 blanques peó · g2 blanques peó · h2 blanques peó · d1 blanques dama · f1 blanques torre · g1 blanques rei | f8 negres torre · g8 negres rei · a7 blanques torre · b7 negres alfil · e7 negres torre · g7 negres alfil · h7 negres peó · a6 blanques alfil · d6 negres dama · e5 negres peó · b4 blanques cavall · d4 negres peó · f4 negres peó · c3 blanques peó · b2 blanques peó · f2 blanques peó · g2 blanques peó · h2 blanques peó · d1 blanques dama · f1 blanques torre · g1 blanques rei | f8 negres torre · g8 negres rei · a7 blanques torre · b7 negres alfil · e7 negres torre · g7 negres alfil · h7 negres peó · a6 blanques alfil · d6 negres dama · e5 negres peó · b4 blanques cavall · d4 negres peó · f4 negres peó · c3 blanques peó · b2 blanques peó · f2 blanques peó · g2 blanques peó · h2 blanques peó · d1 blanques dama · f1 blanques torre · g1 blanques rei | f8 negres torre · g8 negres rei · a7 blanques torre · b7 negres alfil · e7 negres torre · g7 negres alfil · h7 negres peó · a6 blanques alfil · d6 negres dama · e5 negres peó · b4 blanques cavall · d4 negres peó · f4 negres peó · c3 blanques peó · b2 blanques peó · f2 blanques peó · g2 blanques peó · h2 blanques peó · d1 blanques dama · f1 blanques torre · g1 blanques rei | f8 negres torre · g8 negres rei · a7 blanques torre · b7 negres alfil · e7 negres torre · g7 negres alfil · h7 negres peó · a6 blanques alfil · d6 negres dama · e5 negres peó · b4 blanques cavall · d4 negres peó · f4 negres peó · c3 blanques peó · b2 blanques peó · f2 blanques peó · g2 blanques peó · h2 blanques peó · d1 blanques dama · f1 blanques torre · g1 blanques rei | 7 |
| 6 | f8 negres torre · g8 negres rei · a7 blanques torre · b7 negres alfil · e7 negres torre · g7 negres alfil · h7 negres peó · a6 blanques alfil · d6 negres dama · e5 negres peó · b4 blanques cavall · d4 negres peó · f4 negres peó · c3 blanques peó · b2 blanques peó · f2 blanques peó · g2 blanques peó · h2 blanques peó · d1 blanques dama · f1 blanques torre · g1 blanques rei | f8 negres torre · g8 negres rei · a7 blanques torre · b7 negres alfil · e7 negres torre · g7 negres alfil · h7 negres peó · a6 blanques alfil · d6 negres dama · e5 negres peó · b4 blanques cavall · d4 negres peó · f4 negres peó · c3 blanques peó · b2 blanques peó · f2 blanques peó · g2 blanques peó · h2 blanques peó · d1 blanques dama · f1 blanques torre · g1 blanques rei | f8 negres torre · g8 negres rei · a7 blanques torre · b7 negres alfil · e7 negres torre · g7 negres alfil · h7 negres peó · a6 blanques alfil · d6 negres dama · e5 negres peó · b4 blanques cavall · d4 negres peó · f4 negres peó · c3 blanques peó · b2 blanques peó · f2 blanques peó · g2 blanques peó · h2 blanques peó · d1 blanques dama · f1 blanques torre · g1 blanques rei | f8 negres torre · g8 negres rei · a7 blanques torre · b7 negres alfil · e7 negres torre · g7 negres alfil · h7 negres peó · a6 blanques alfil · d6 negres dama · e5 negres peó · b4 blanques cavall · d4 negres peó · f4 negres peó · c3 blanques peó · b2 blanques peó · f2 blanques peó · g2 blanques peó · h2 blanques peó · d1 blanques dama · f1 blanques torre · g1 blanques rei | f8 negres torre · g8 negres rei · a7 blanques torre · b7 negres alfil · e7 negres torre · g7 negres alfil · h7 negres peó · a6 blanques alfil · d6 negres dama · e5 negres peó · b4 blanques cavall · d4 negres peó · f4 negres peó · c3 blanques peó · b2 blanques peó · f2 blanques peó · g2 blanques peó · h2 blanques peó · d1 blanques dama · f1 blanques torre · g1 blanques rei | f8 negres torre · g8 negres rei · a7 blanques torre · b7 negres alfil · e7 negres torre · g7 negres alfil · h7 negres peó · a6 blanques alfil · d6 negres dama · e5 negres peó · b4 blanques cavall · d4 negres peó · f4 negres peó · c3 blanques peó · b2 blanques peó · f2 blanques peó · g2 blanques peó · h2 blanques peó · d1 blanques dama · f1 blanques torre · g1 blanques rei | f8 negres torre · g8 negres rei · a7 blanques torre · b7 negres alfil · e7 negres torre · g7 negres alfil · h7 negres peó · a6 blanques alfil · d6 negres dama · e5 negres peó · b4 blanques cavall · d4 negres peó · f4 negres peó · c3 blanques peó · b2 blanques peó · f2 blanques peó · g2 blanques peó · h2 blanques peó · d1 blanques dama · f1 blanques torre · g1 blanques rei | f8 negres torre · g8 negres rei · a7 blanques torre · b7 negres alfil · e7 negres torre · g7 negres alfil · h7 negres peó · a6 blanques alfil · d6 negres dama · e5 negres peó · b4 blanques cavall · d4 negres peó · f4 negres peó · c3 blanques peó · b2 blanques peó · f2 blanques peó · g2 blanques peó · h2 blanques peó · d1 blanques dama · f1 blanques torre · g1 blanques rei | 6 |
| 5 | f8 negres torre · g8 negres rei · a7 blanques torre · b7 negres alfil · e7 negres torre · g7 negres alfil · h7 negres peó · a6 blanques alfil · d6 negres dama · e5 negres peó · b4 blanques cavall · d4 negres peó · f4 negres peó · c3 blanques peó · b2 blanques peó · f2 blanques peó · g2 blanques peó · h2 blanques peó · d1 blanques dama · f1 blanques torre · g1 blanques rei | f8 negres torre · g8 negres rei · a7 blanques torre · b7 negres alfil · e7 negres torre · g7 negres alfil · h7 negres peó · a6 blanques alfil · d6 negres dama · e5 negres peó · b4 blanques cavall · d4 negres peó · f4 negres peó · c3 blanques peó · b2 blanques peó · f2 blanques peó · g2 blanques peó · h2 blanques peó · d1 blanques dama · f1 blanques torre · g1 blanques rei | f8 negres torre · g8 negres rei · a7 blanques torre · b7 negres alfil · e7 negres torre · g7 negres alfil · h7 negres peó · a6 blanques alfil · d6 negres dama · e5 negres peó · b4 blanques cavall · d4 negres peó · f4 negres peó · c3 blanques peó · b2 blanques peó · f2 blanques peó · g2 blanques peó · h2 blanques peó · d1 blanques dama · f1 blanques torre · g1 blanques rei | f8 negres torre · g8 negres rei · a7 blanques torre · b7 negres alfil · e7 negres torre · g7 negres alfil · h7 negres peó · a6 blanques alfil · d6 negres dama · e5 negres peó · b4 blanques cavall · d4 negres peó · f4 negres peó · c3 blanques peó · b2 blanques peó · f2 blanques peó · g2 blanques peó · h2 blanques peó · d1 blanques dama · f1 blanques torre · g1 blanques rei | f8 negres torre · g8 negres rei · a7 blanques torre · b7 negres alfil · e7 negres torre · g7 negres alfil · h7 negres peó · a6 blanques alfil · d6 negres dama · e5 negres peó · b4 blanques cavall · d4 negres peó · f4 negres peó · c3 blanques peó · b2 blanques peó · f2 blanques peó · g2 blanques peó · h2 blanques peó · d1 blanques dama · f1 blanques torre · g1 blanques rei | f8 negres torre · g8 negres rei · a7 blanques torre · b7 negres alfil · e7 negres torre · g7 negres alfil · h7 negres peó · a6 blanques alfil · d6 negres dama · e5 negres peó · b4 blanques cavall · d4 negres peó · f4 negres peó · c3 blanques peó · b2 blanques peó · f2 blanques peó · g2 blanques peó · h2 blanques peó · d1 blanques dama · f1 blanques torre · g1 blanques rei | f8 negres torre · g8 negres rei · a7 blanques torre · b7 negres alfil · e7 negres torre · g7 negres alfil · h7 negres peó · a6 blanques alfil · d6 negres dama · e5 negres peó · b4 blanques cavall · d4 negres peó · f4 negres peó · c3 blanques peó · b2 blanques peó · f2 blanques peó · g2 blanques peó · h2 blanques peó · d1 blanques dama · f1 blanques torre · g1 blanques rei | f8 negres torre · g8 negres rei · a7 blanques torre · b7 negres alfil · e7 negres torre · g7 negres alfil · h7 negres peó · a6 blanques alfil · d6 negres dama · e5 negres peó · b4 blanques cavall · d4 negres peó · f4 negres peó · c3 blanques peó · b2 blanques peó · f2 blanques peó · g2 blanques peó · h2 blanques peó · d1 blanques dama · f1 blanques torre · g1 blanques rei | 5 |
| 4 | f8 negres torre · g8 negres rei · a7 blanques torre · b7 negres alfil · e7 negres torre · g7 negres alfil · h7 negres peó · a6 blanques alfil · d6 negres dama · e5 negres peó · b4 blanques cavall · d4 negres peó · f4 negres peó · c3 blanques peó · b2 blanques peó · f2 blanques peó · g2 blanques peó · h2 blanques peó · d1 blanques dama · f1 blanques torre · g1 blanques rei | f8 negres torre · g8 negres rei · a7 blanques torre · b7 negres alfil · e7 negres torre · g7 negres alfil · h7 negres peó · a6 blanques alfil · d6 negres dama · e5 negres peó · b4 blanques cavall · d4 negres peó · f4 negres peó · c3 blanques peó · b2 blanques peó · f2 blanques peó · g2 blanques peó · h2 blanques peó · d1 blanques dama · f1 blanques torre · g1 blanques rei | f8 negres torre · g8 negres rei · a7 blanques torre · b7 negres alfil · e7 negres torre · g7 negres alfil · h7 negres peó · a6 blanques alfil · d6 negres dama · e5 negres peó · b4 blanques cavall · d4 negres peó · f4 negres peó · c3 blanques peó · b2 blanques peó · f2 blanques peó · g2 blanques peó · h2 blanques peó · d1 blanques dama · f1 blanques torre · g1 blanques rei | f8 negres torre · g8 negres rei · a7 blanques torre · b7 negres alfil · e7 negres torre · g7 negres alfil · h7 negres peó · a6 blanques alfil · d6 negres dama · e5 negres peó · b4 blanques cavall · d4 negres peó · f4 negres peó · c3 blanques peó · b2 blanques peó · f2 blanques peó · g2 blanques peó · h2 blanques peó · d1 blanques dama · f1 blanques torre · g1 blanques rei | f8 negres torre · g8 negres rei · a7 blanques torre · b7 negres alfil · e7 negres torre · g7 negres alfil · h7 negres peó · a6 blanques alfil · d6 negres dama · e5 negres peó · b4 blanques cavall · d4 negres peó · f4 negres peó · c3 blanques peó · b2 blanques peó · f2 blanques peó · g2 blanques peó · h2 blanques peó · d1 blanques dama · f1 blanques torre · g1 blanques rei | f8 negres torre · g8 negres rei · a7 blanques torre · b7 negres alfil · e7 negres torre · g7 negres alfil · h7 negres peó · a6 blanques alfil · d6 negres dama · e5 negres peó · b4 blanques cavall · d4 negres peó · f4 negres peó · c3 blanques peó · b2 blanques peó · f2 blanques peó · g2 blanques peó · h2 blanques peó · d1 blanques dama · f1 blanques torre · g1 blanques rei | f8 negres torre · g8 negres rei · a7 blanques torre · b7 negres alfil · e7 negres torre · g7 negres alfil · h7 negres peó · a6 blanques alfil · d6 negres dama · e5 negres peó · b4 blanques cavall · d4 negres peó · f4 negres peó · c3 blanques peó · b2 blanques peó · f2 blanques peó · g2 blanques peó · h2 blanques peó · d1 blanques dama · f1 blanques torre · g1 blanques rei | f8 negres torre · g8 negres rei · a7 blanques torre · b7 negres alfil · e7 negres torre · g7 negres alfil · h7 negres peó · a6 blanques alfil · d6 negres dama · e5 negres peó · b4 blanques cavall · d4 negres peó · f4 negres peó · c3 blanques peó · b2 blanques peó · f2 blanques peó · g2 blanques peó · h2 blanques peó · d1 blanques dama · f1 blanques torre · g1 blanques rei | 4 |
| 3 | f8 negres torre · g8 negres rei · a7 blanques torre · b7 negres alfil · e7 negres torre · g7 negres alfil · h7 negres peó · a6 blanques alfil · d6 negres dama · e5 negres peó · b4 blanques cavall · d4 negres peó · f4 negres peó · c3 blanques peó · b2 blanques peó · f2 blanques peó · g2 blanques peó · h2 blanques peó · d1 blanques dama · f1 blanques torre · g1 blanques rei | f8 negres torre · g8 negres rei · a7 blanques torre · b7 negres alfil · e7 negres torre · g7 negres alfil · h7 negres peó · a6 blanques alfil · d6 negres dama · e5 negres peó · b4 blanques cavall · d4 negres peó · f4 negres peó · c3 blanques peó · b2 blanques peó · f2 blanques peó · g2 blanques peó · h2 blanques peó · d1 blanques dama · f1 blanques torre · g1 blanques rei | f8 negres torre · g8 negres rei · a7 blanques torre · b7 negres alfil · e7 negres torre · g7 negres alfil · h7 negres peó · a6 blanques alfil · d6 negres dama · e5 negres peó · b4 blanques cavall · d4 negres peó · f4 negres peó · c3 blanques peó · b2 blanques peó · f2 blanques peó · g2 blanques peó · h2 blanques peó · d1 blanques dama · f1 blanques torre · g1 blanques rei | f8 negres torre · g8 negres rei · a7 blanques torre · b7 negres alfil · e7 negres torre · g7 negres alfil · h7 negres peó · a6 blanques alfil · d6 negres dama · e5 negres peó · b4 blanques cavall · d4 negres peó · f4 negres peó · c3 blanques peó · b2 blanques peó · f2 blanques peó · g2 blanques peó · h2 blanques peó · d1 blanques dama · f1 blanques torre · g1 blanques rei | f8 negres torre · g8 negres rei · a7 blanques torre · b7 negres alfil · e7 negres torre · g7 negres alfil · h7 negres peó · a6 blanques alfil · d6 negres dama · e5 negres peó · b4 blanques cavall · d4 negres peó · f4 negres peó · c3 blanques peó · b2 blanques peó · f2 blanques peó · g2 blanques peó · h2 blanques peó · d1 blanques dama · f1 blanques torre · g1 blanques rei | f8 negres torre · g8 negres rei · a7 blanques torre · b7 negres alfil · e7 negres torre · g7 negres alfil · h7 negres peó · a6 blanques alfil · d6 negres dama · e5 negres peó · b4 blanques cavall · d4 negres peó · f4 negres peó · c3 blanques peó · b2 blanques peó · f2 blanques peó · g2 blanques peó · h2 blanques peó · d1 blanques dama · f1 blanques torre · g1 blanques rei | f8 negres torre · g8 negres rei · a7 blanques torre · b7 negres alfil · e7 negres torre · g7 negres alfil · h7 negres peó · a6 blanques alfil · d6 negres dama · e5 negres peó · b4 blanques cavall · d4 negres peó · f4 negres peó · c3 blanques peó · b2 blanques peó · f2 blanques peó · g2 blanques peó · h2 blanques peó · d1 blanques dama · f1 blanques torre · g1 blanques rei | f8 negres torre · g8 negres rei · a7 blanques torre · b7 negres alfil · e7 negres torre · g7 negres alfil · h7 negres peó · a6 blanques alfil · d6 negres dama · e5 negres peó · b4 blanques cavall · d4 negres peó · f4 negres peó · c3 blanques peó · b2 blanques peó · f2 blanques peó · g2 blanques peó · h2 blanques peó · d1 blanques dama · f1 blanques torre · g1 blanques rei | 3 |
| 2 | f8 negres torre · g8 negres rei · a7 blanques torre · b7 negres alfil · e7 negres torre · g7 negres alfil · h7 negres peó · a6 blanques alfil · d6 negres dama · e5 negres peó · b4 blanques cavall · d4 negres peó · f4 negres peó · c3 blanques peó · b2 blanques peó · f2 blanques peó · g2 blanques peó · h2 blanques peó · d1 blanques dama · f1 blanques torre · g1 blanques rei | f8 negres torre · g8 negres rei · a7 blanques torre · b7 negres alfil · e7 negres torre · g7 negres alfil · h7 negres peó · a6 blanques alfil · d6 negres dama · e5 negres peó · b4 blanques cavall · d4 negres peó · f4 negres peó · c3 blanques peó · b2 blanques peó · f2 blanques peó · g2 blanques peó · h2 blanques peó · d1 blanques dama · f1 blanques torre · g1 blanques rei | f8 negres torre · g8 negres rei · a7 blanques torre · b7 negres alfil · e7 negres torre · g7 negres alfil · h7 negres peó · a6 blanques alfil · d6 negres dama · e5 negres peó · b4 blanques cavall · d4 negres peó · f4 negres peó · c3 blanques peó · b2 blanques peó · f2 blanques peó · g2 blanques peó · h2 blanques peó · d1 blanques dama · f1 blanques torre · g1 blanques rei | f8 negres torre · g8 negres rei · a7 blanques torre · b7 negres alfil · e7 negres torre · g7 negres alfil · h7 negres peó · a6 blanques alfil · d6 negres dama · e5 negres peó · b4 blanques cavall · d4 negres peó · f4 negres peó · c3 blanques peó · b2 blanques peó · f2 blanques peó · g2 blanques peó · h2 blanques peó · d1 blanques dama · f1 blanques torre · g1 blanques rei | f8 negres torre · g8 negres rei · a7 blanques torre · b7 negres alfil · e7 negres torre · g7 negres alfil · h7 negres peó · a6 blanques alfil · d6 negres dama · e5 negres peó · b4 blanques cavall · d4 negres peó · f4 negres peó · c3 blanques peó · b2 blanques peó · f2 blanques peó · g2 blanques peó · h2 blanques peó · d1 blanques dama · f1 blanques torre · g1 blanques rei | f8 negres torre · g8 negres rei · a7 blanques torre · b7 negres alfil · e7 negres torre · g7 negres alfil · h7 negres peó · a6 blanques alfil · d6 negres dama · e5 negres peó · b4 blanques cavall · d4 negres peó · f4 negres peó · c3 blanques peó · b2 blanques peó · f2 blanques peó · g2 blanques peó · h2 blanques peó · d1 blanques dama · f1 blanques torre · g1 blanques rei | f8 negres torre · g8 negres rei · a7 blanques torre · b7 negres alfil · e7 negres torre · g7 negres alfil · h7 negres peó · a6 blanques alfil · d6 negres dama · e5 negres peó · b4 blanques cavall · d4 negres peó · f4 negres peó · c3 blanques peó · b2 blanques peó · f2 blanques peó · g2 blanques peó · h2 blanques peó · d1 blanques dama · f1 blanques torre · g1 blanques rei | f8 negres torre · g8 negres rei · a7 blanques torre · b7 negres alfil · e7 negres torre · g7 negres alfil · h7 negres peó · a6 blanques alfil · d6 negres dama · e5 negres peó · b4 blanques cavall · d4 negres peó · f4 negres peó · c3 blanques peó · b2 blanques peó · f2 blanques peó · g2 blanques peó · h2 blanques peó · d1 blanques dama · f1 blanques torre · g1 blanques rei | 2 |
| 1 | f8 negres torre · g8 negres rei · a7 blanques torre · b7 negres alfil · e7 negres torre · g7 negres alfil · h7 negres peó · a6 blanques alfil · d6 negres dama · e5 negres peó · b4 blanques cavall · d4 negres peó · f4 negres peó · c3 blanques peó · b2 blanques peó · f2 blanques peó · g2 blanques peó · h2 blanques peó · d1 blanques dama · f1 blanques torre · g1 blanques rei | f8 negres torre · g8 negres rei · a7 blanques torre · b7 negres alfil · e7 negres torre · g7 negres alfil · h7 negres peó · a6 blanques alfil · d6 negres dama · e5 negres peó · b4 blanques cavall · d4 negres peó · f4 negres peó · c3 blanques peó · b2 blanques peó · f2 blanques peó · g2 blanques peó · h2 blanques peó · d1 blanques dama · f1 blanques torre · g1 blanques rei | f8 negres torre · g8 negres rei · a7 blanques torre · b7 negres alfil · e7 negres torre · g7 negres alfil · h7 negres peó · a6 blanques alfil · d6 negres dama · e5 negres peó · b4 blanques cavall · d4 negres peó · f4 negres peó · c3 blanques peó · b2 blanques peó · f2 blanques peó · g2 blanques peó · h2 blanques peó · d1 blanques dama · f1 blanques torre · g1 blanques rei | f8 negres torre · g8 negres rei · a7 blanques torre · b7 negres alfil · e7 negres torre · g7 negres alfil · h7 negres peó · a6 blanques alfil · d6 negres dama · e5 negres peó · b4 blanques cavall · d4 negres peó · f4 negres peó · c3 blanques peó · b2 blanques peó · f2 blanques peó · g2 blanques peó · h2 blanques peó · d1 blanques dama · f1 blanques torre · g1 blanques rei | f8 negres torre · g8 negres rei · a7 blanques torre · b7 negres alfil · e7 negres torre · g7 negres alfil · h7 negres peó · a6 blanques alfil · d6 negres dama · e5 negres peó · b4 blanques cavall · d4 negres peó · f4 negres peó · c3 blanques peó · b2 blanques peó · f2 blanques peó · g2 blanques peó · h2 blanques peó · d1 blanques dama · f1 blanques torre · g1 blanques rei | f8 negres torre · g8 negres rei · a7 blanques torre · b7 negres alfil · e7 negres torre · g7 negres alfil · h7 negres peó · a6 blanques alfil · d6 negres dama · e5 negres peó · b4 blanques cavall · d4 negres peó · f4 negres peó · c3 blanques peó · b2 blanques peó · f2 blanques peó · g2 blanques peó · h2 blanques peó · d1 blanques dama · f1 blanques torre · g1 blanques rei | f8 negres torre · g8 negres rei · a7 blanques torre · b7 negres alfil · e7 negres torre · g7 negres alfil · h7 negres peó · a6 blanques alfil · d6 negres dama · e5 negres peó · b4 blanques cavall · d4 negres peó · f4 negres peó · c3 blanques peó · b2 blanques peó · f2 blanques peó · g2 blanques peó · h2 blanques peó · d1 blanques dama · f1 blanques torre · g1 blanques rei | f8 negres torre · g8 negres rei · a7 blanques torre · b7 negres alfil · e7 negres torre · g7 negres alfil · h7 negres peó · a6 blanques alfil · d6 negres dama · e5 negres peó · b4 blanques cavall · d4 negres peó · f4 negres peó · c3 blanques peó · b2 blanques peó · f2 blanques peó · g2 blanques peó · h2 blanques peó · d1 blanques dama · f1 blanques torre · g1 blanques rei | 1 |
|   | a | b | c | d | e | f | g | h |   |

Encaminat cap a la victòria al prestigiós Torneig d'escacs Corus el 2005, en Lékó derrotà convincentment en Viswanathan Anand amb les negres. La partida completa fou:
1. e4 c5 2. Cf3 Cc6 3. d4 cxd4 4. Cxd4 Cf6 5. Cc3 e5 6. Cdb5 d6 7. Ag5 a6 8. Ca3 b5 9. Axf6 gxf6 10. Cd5 f5 11. c3 Ag7 12. exf5 Axf5 13. Cc2 O-O 14. Cce3 Ae6 15. Ad3 f5 16. O-O Ta7 17. a4 Ce7 18. Cxe7+ Txe7 19. axb5 axb5 20. Axb5 d5 21. Ta6 f4 22. Cc2 Ac8 23. Ta8 Dd6 24. Cb4 Ab7 25. Ta7 d4 26. Aa6? (Era millor 26. Ac6 Axc6 27. Txe7 Dxe7 28. Cxc6 amb igualtat aproximada. Vegeu el diagrama) 26...Axg2! 27. Ac4+ Rh8 28. Ta6 Dc5 29. Rxg2 f3+ 30. Rh1 Dxc4 31. Tc6 Db5 32. Td6 e4 33. Txd4 Axd4 34. Dxd4+ De5 35. Dxe5+ Txe5 36. Cc2 Tb8 37. Ce3 Tc5 38. h3 Txb2 39. c4 Tg5 40. Rh2 Rg8 41. h4 Tg6 42. Rh3 Rf7 43. Cf5 Tc2 44. Ce3 Td2 45. c5 Re6 46. c6 Tg8 47. c7 Tc8 48. Rg3 Txc7 49. Rf4 Td4 50. Ta1 Tf7+ 51. Rg3 Td8 52. Ta6+ Re5 53. Cg4+ Rd5 54. Cf6+ Txf6 55. Txf6 Re5 56. Th6 Tg8+ 57. Rh3 e3 0-1